# Простое число Чэня
Простое число Чэня — простое число {\displaystyle p} такое, что {\displaystyle p+2} — простое или произведение двух простых. Таким образом, чётное число {\displaystyle 2p+2}, образованное от простого числа Чэня {\displaystyle p}, удовлетворяет теореме Чэня.
Бесконечность количества таких чисел доказал в 1966 году Чэнь Цзинжунь. Этот же результат следует из гипотезы о парных простых. Считается, что впервые числа были описаны Юанем
Несколько первых простых чисел Чэня
2, 3, 5, 7, 11, 13, 17, 19, 23, 29, 31, 37, 41, 47, 53, 59, 67, 71, 83, 89, 101, … .
Несколько первых простых Чэня, не являющихся первыми в паре простых-близнецов:
2, 7, 13, 19, 23, 31, 37, 47, 53, 67, 83, 89, 109, 113, 127, …
Несколько первых простых, не являющихся простыми Чэня:
43, 61, 73, 79, 97, 103, 151, 163, 173, 193, 223, 229, 241, …
Все суперсингулярные простые являются простыми Чэня.
Известен магический квадрат 3×3 из девяти простых чисел Чэня (автором считается Рудольф Ондрейка):
| 17  | 89 | 71  |
| 113 | 59 | 5   |
| 47  | 29 | 101 |

Меньшее в паре простых-близнецов является по определению простым Чэня. Таким образом, 2996863034895*21290000 — 1 (с 388342 десятичными знаками), найденное в проекте PrimeGrid, представляет собой наибольшее известное простое Чэня на 04 февраля 2022 года.

Наибольшее известное простое Чэня не из пары чисел-близнецов — (1284991359*298305+1)*(96060285*2135170+1)-2 (имеет 70301 десятичных знаков).
Чэнь доказал также следующее обобщение: для любого чётного целого {\displaystyle h} существует бесконечно много простых {\displaystyle p} таких, что {\displaystyle p+h} — либо простое, либо полупростое.
Теренс Тао и Бен Грин в 2005 году доказали, что имеется бесконечно много арифметических прогрессий из трёх элементов, состоящих из простых Чэня.
В начале 2010-х годов доказано, что среди простых чисел Чэня находятся сколь угодно длинные арифметические прогрессии.